# Arnos
Arnos is een gemeente in het Franse departement Pyrénées-Atlantiques (regio Nouvelle-Aquitaine) en telt 68 inwoners (2009). De plaats maakt deel uit van het arrondissement Pau.

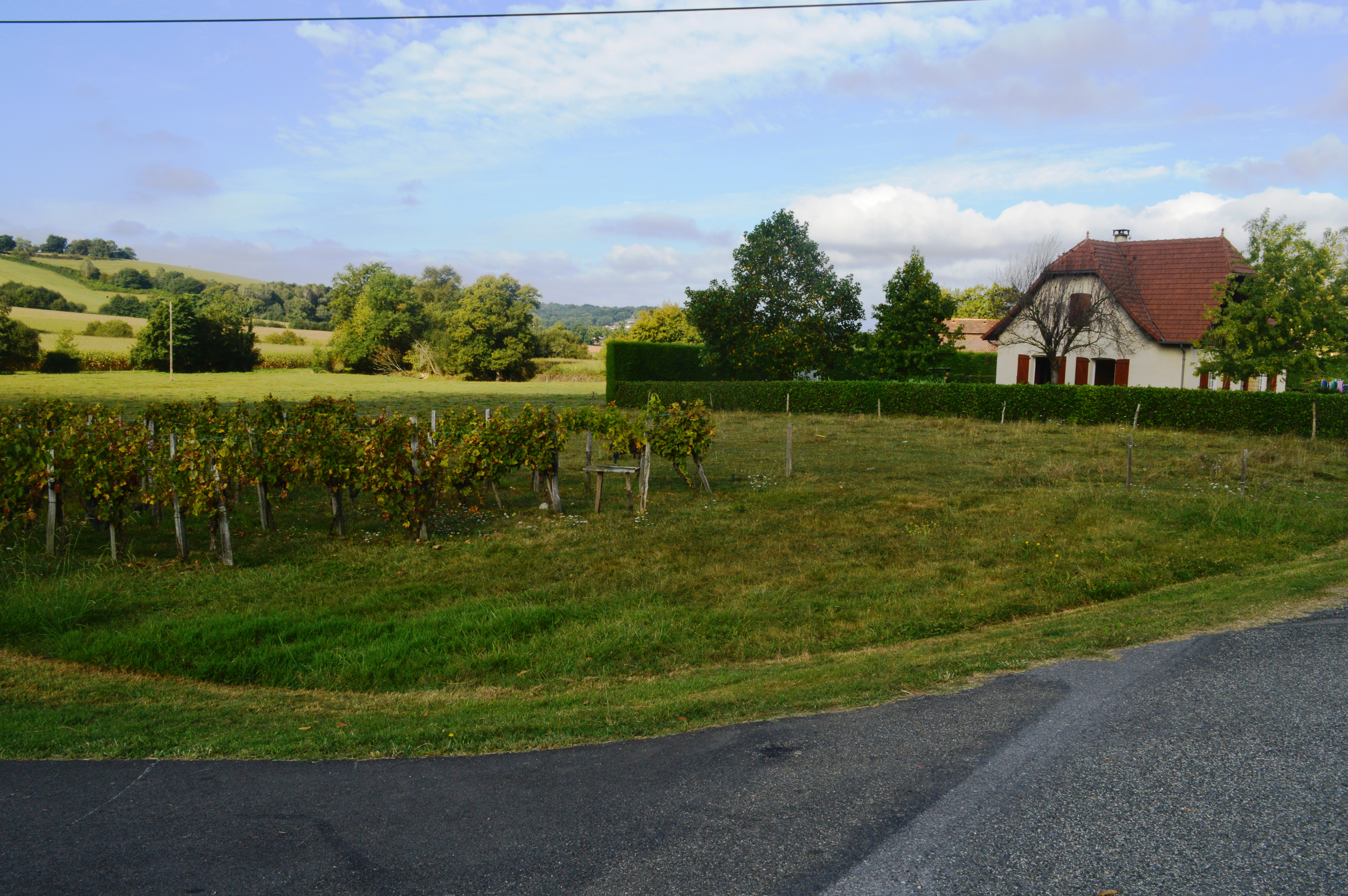
Arnos
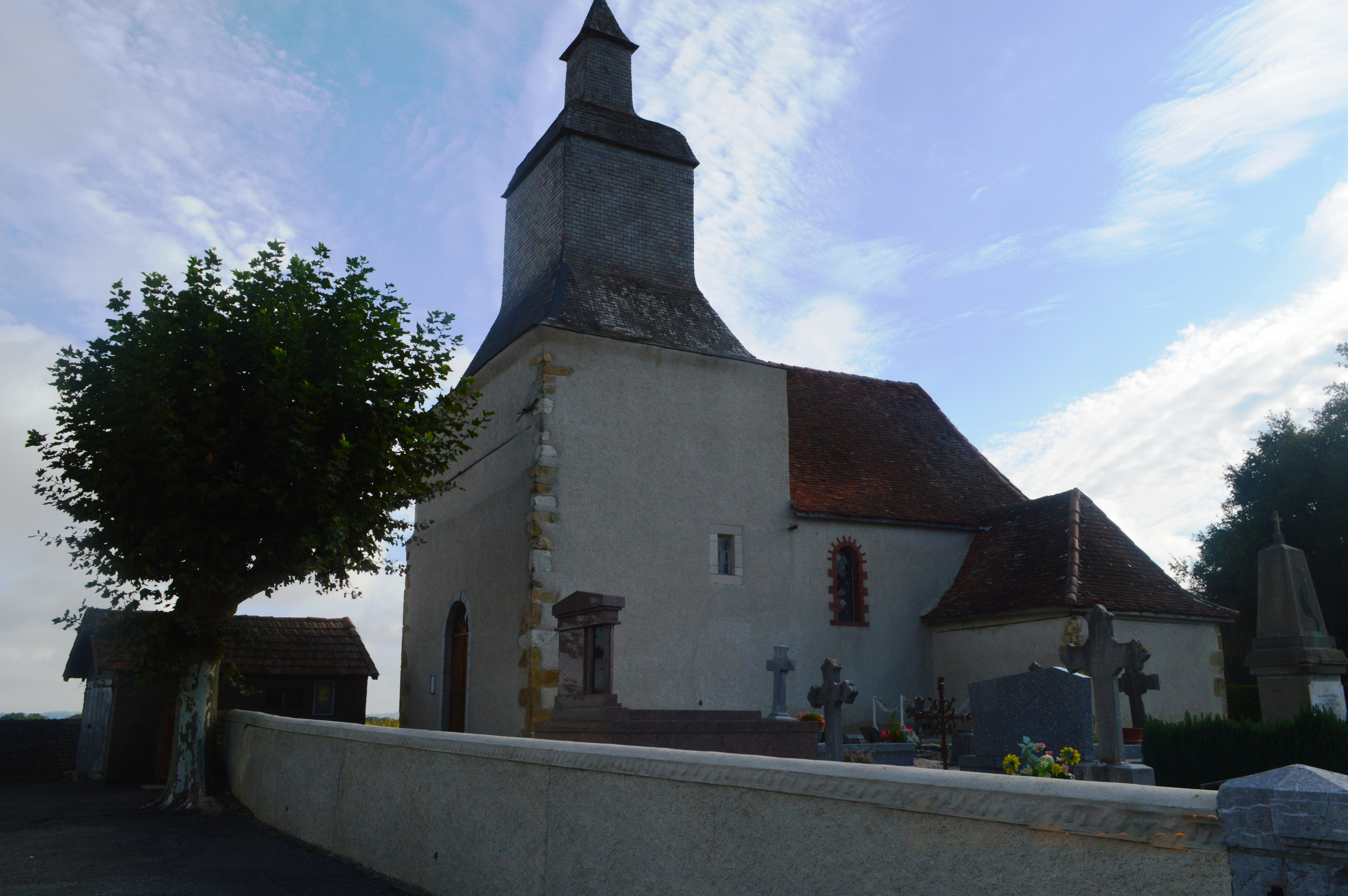
Kerk van Arnos
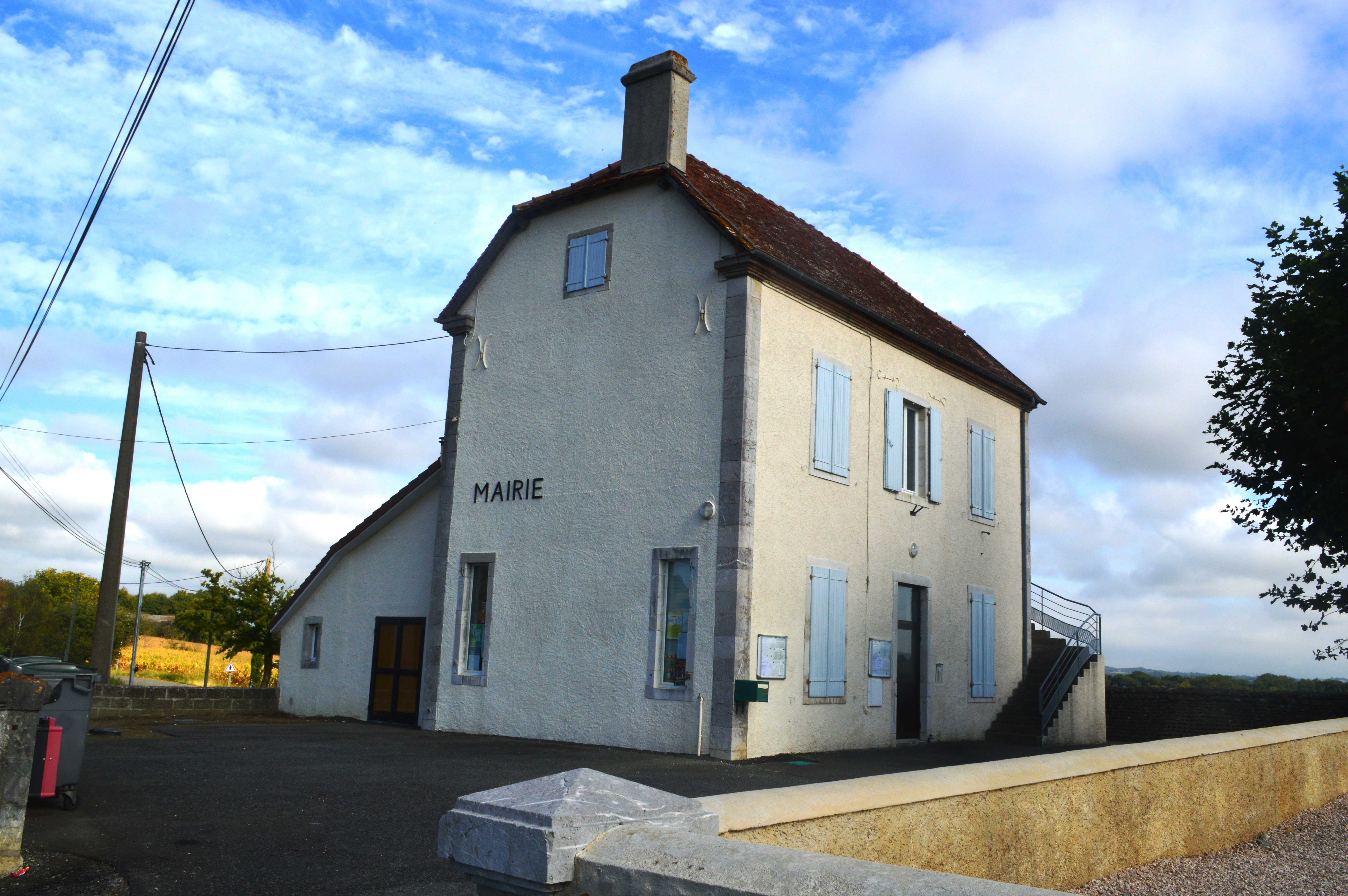
Gemeentehuis
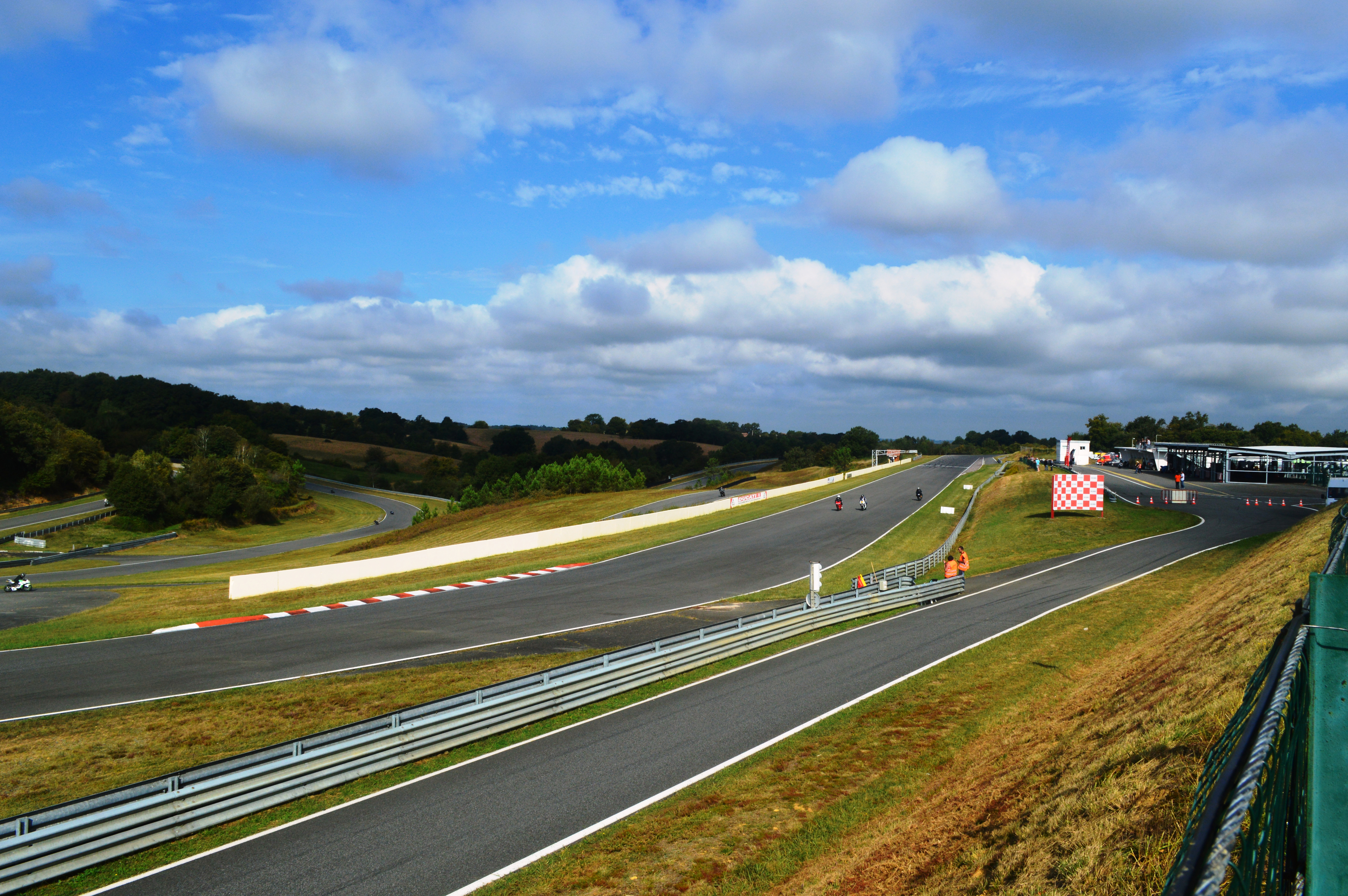
Circuit van Arnos

## Geografie
De oppervlakte van Arnos bedraagt 5,7 km², de bevolkingsdichtheid is dus 11,9 inwoners per km².
De onderstaande kaart toont de ligging van Arnos met de belangrijkste infrastructuur en aangrenzende gemeenten.

## Demografie
Onderstaande figuur toont het verloop van het inwonertal (bron: INSEE-tellingen).